# Marie Liljedahl
Anne Marie-Louise Irene Liljedahl, född 15 februari 1950 i Stockholm, är en svensk dansare och skådespelare.
Liljedahl debuterade 1966 som strandflicka i filmen O Zestos minas Augoustos. Hon slog igenom i Joseph Sarnos film Jag – en oskuld. Filmen blev en internationell succé och ledde till internationella roller, bland annat i Jess Francos film Eugenie, i vilken hon spelade mot bland andra Christopher Lee, samt Massimo Dallamanos Dorian Gray med Helmut Berger. Hon avslutade kort därefter filmkarriären. Hon medverkade även i tidningen Playboy.

## Dans
- 1967 – Åsa-Nisse i agentform

## Filmografi
- 1966 – O Zestos minas Augoustos
- 1968 – Sverige – himmel eller helvete
- 1968 – Jag – en oskuld
- 1969 – Willst du ewig Jungfrau bleiben?
- 1969 – Grimms Märchen von lüsternen Pärchen
- 1969 – Eva – den utstötta
- 1970 – Eugenie
- 1970 – Dorian Gray
- 1970 – Ann och Eve – de erotiska
- 1971 – Någon att älska